# 대전시 중구 (1981년 선거구)
대전시 중구는 대한민국의 옛 국회의원 선거구이다. 당시 충청남도 대전시 중구 지역을 관할했다.

## 역사
제11대 국회의원 선거를 앞두고 대전시 동구·중구 선거구에서 분리되면서 신설되었다.
1988년 1월,  중구 복수동·안영동·도마동·정림동·변동·용문동·탄방동·삼천동·괴정동·가장동·내동·갈마동·둔산동·월평동·원내동·교촌동·대정동·용계동·학하동·계산동·가수원동·도안동·관저동·봉명동·구암동·덕명동·원신홍동·상대동·복룡동·장대동·갑동·노은동·지족동·죽동·궁동·어은동·구성동·문지동·전민동·원촌동·신성동·가정동·도룡동·장동·방현동·화암동·덕진동·하기동이 서구로 분구되었다. 또한 제13대 국회의원 선거를 앞두고 소선거구제가 실시됨에 따라 대전시 중구, 대전시 서구 선거구로 각각 분리되면서 폐지되었다.

## 역대 국회의원
| 선거   | 정당 | 정당       | 1위 의원 | 정당 | 정당       | 2위 의원 |
| ------ | ---- | ---------- | -------- | ---- | ---------- | -------- |
| 1981년 |      | 민주정의당 | 이재환   |      | 민주한국당 | 류인범   |
| 1985년 |      | 민주정의당 | 강창희   |      | 신한민주당 | 김태룡   |

## 역대 선거 결과

### 대한민국 제11대 국회의원 선거
|  | 30.73% |

|  | 21.99% |

|  | 14.84% |

|  | 13.80% |

|  | 7.27% |

|  | 4.48% |

|  | 3.27% |

|  | 1.92% |

|  | 1.66% |

### 대한민국 제12대 국회의원 선거
|  | 32.06% |

|  | 21.48% |

|  | 18.02% |

|  | 13.65% |

|  | 12.88% |

|  | 1.87% |